# 鰊の昆布巻き
鰊の昆布巻き（にしんのこぶまき・こんぶまき）は、身欠きニシンを利用し、甘辛く炊いた昆布巻き。日本料理・郷土料理の一つである。一般的な昆布巻きの姿でもある。

## 概要
保存食であった身欠きニシンの調理法の一つである。水、又は米のとぎ汁に一晩漬けて臭味を抜いた身欠きニシンを芯にして、水で戻した昆布を巻き、かんぴょう、凧糸などで結び、昆布巻きの要領で砂糖・醤油・酒などで煮含めたものである。呼び名は地方によってさまざまで、京都などでは鰊昆布、山形などでは昆布巻き鰊と呼ばれる。鰊に含まれるうまみ成分イノシン酸と、昆布に含まれるうまみ成分のグルタミン酸が組み合わされることによってうまみの相乗効果が生み出される。

## 文化

### 郷土料理
鰊の昆布巻きは、北海道、北陸地方、東北地方などの郷土料理である。鰊、昆布は主に北海道でとれるが、北前船によって関西方面などに運ばれた。北前船は寄港地で水や食料を補給するために、積み荷の一部を販売したため、寄港地である北陸でも昆布や鰊を使った料理が作られるようになった。
なお北陸であっても、新潟は鮭の一大産地であるため、新潟で昆布巻きといえば鰊ではなく鮭を昆布で巻く「鮭の昆布巻き」である。

### 節句料理
鰊も昆布も縁起のいいものとされるため、また、鰊の昆布巻き鰊も昆布の乾物も保存食品であることから、鰊の昆布巻きは節句料理（おせち料理）に取り入れられることが多い。
昆布は以下の理由で縁起がいいとされる。「よろこぶ」を「よろ昆布」と当て字できることから「喜ぶ」に通じる、更には「よろこぶ」を「養老昆布」と当て字して長寿を願う、また「こぶ」を「子生」と当て字することができ、子孫繁栄に通じる、などの理由である。
鰊は「にしん」を「二親」と当て字することができ、鰊の卵である数の子はである数が多いことから、両親への感謝や子孫繁栄に通ずるとの理由で縁起がいいとされる。
また、鰊の昆布巻きを輪切りにし、丸い断面を見せることで、円満を願うともいわれている。
巻物のような姿から、学問の成就にも通じるとされる。
縦結びは死んだ人の着物のひもを結ぶときに使われる結び方であることから、おせち料理などのお祝いの料理において干瓢などで昆布巻きを結ぶ場合には縦結びではなく横結びにしなくてはならないとされる。